# 한스 하인리히 폰 트바르도프스키
한스 하인리히 폰 트바르도프스키(독일어: Hans Heinrich von Twardowski, 1898년 5월 5일 ~ 1958년 11월 19일)는 독일 제국의 각본가, 배우이다. 슈체친에서 태어났으며 뉴욕에서 심근 경색으로 사망하였다.

## 영화
- 행맨 올소 다이! (1943년)
- 카사블랑카 (1942년)
- 나치 스파이의 고백 (1939년)
- 씬 아이스 (1937년)
- 십자군 (1935년)
- 진홍의 여왕 (1934년)
- 스파이 (1928년)
- 유령 (1922년)
- 칼리가리 박사의 밀실 (1919년)